# Абровые ткани

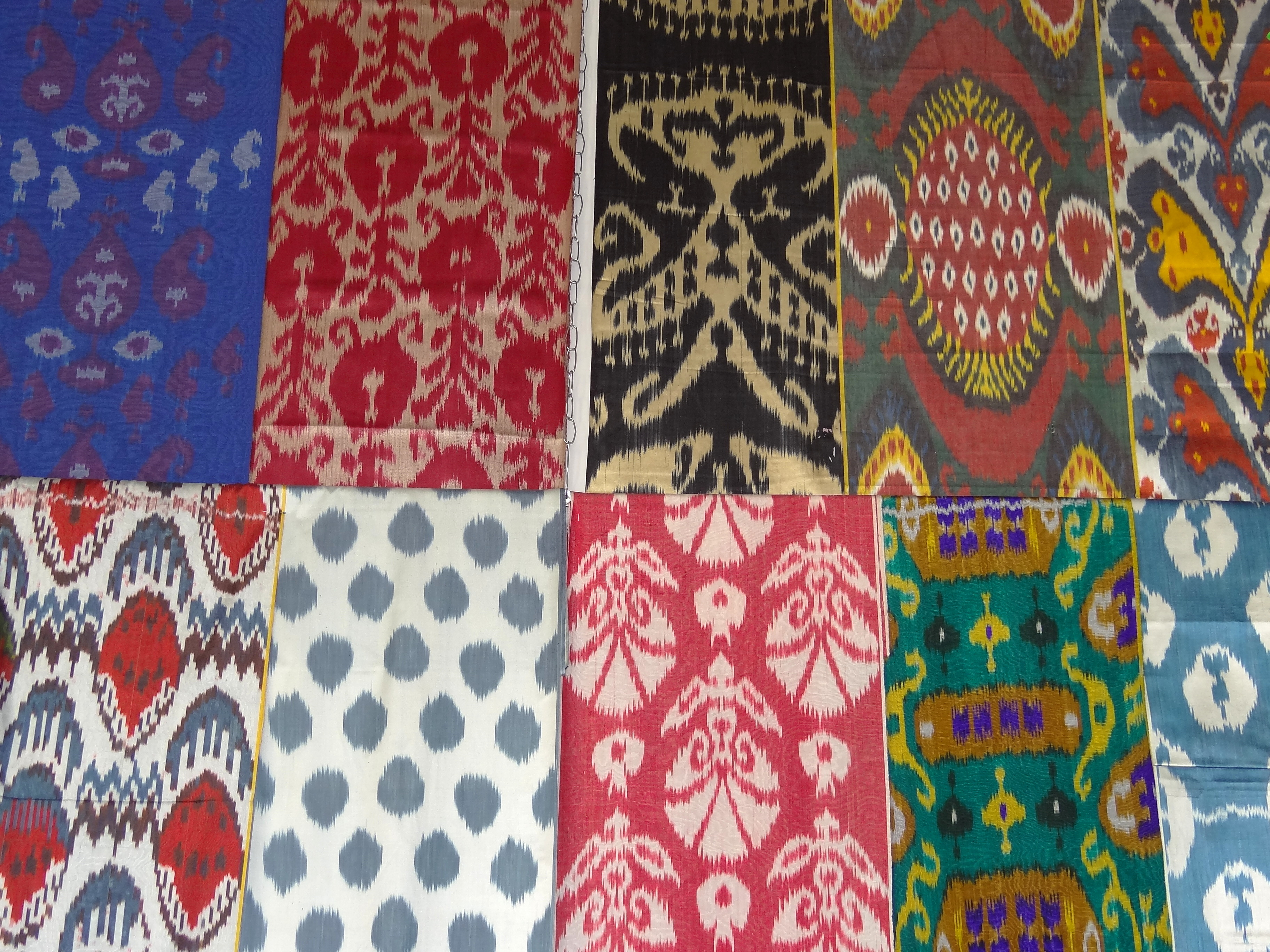
Абровые ткани хан-атлас фабрики «Ёдгорлик» в Маргилане, Узбекистан

А́бровые ткани — традиционные текстильные изделия Центральной Азии, прежде всего Узбекистана, созданные с использованием сложной техники резервного окрашивания нитей до ткачества, известной в международной текстильной практике как икат. Эти ткани отличаются характерными размытыми узорами, напоминающими облака, откуда и происходит их название («абр» в переводе с персидского означает «облако»). Абровые ткани веками играли важную роль в культуре и экономике Центральной Азии, выступая не только как материал для одежды, но и как элемент социального статуса, средство торговли и дипломатических даров.

## Этимология

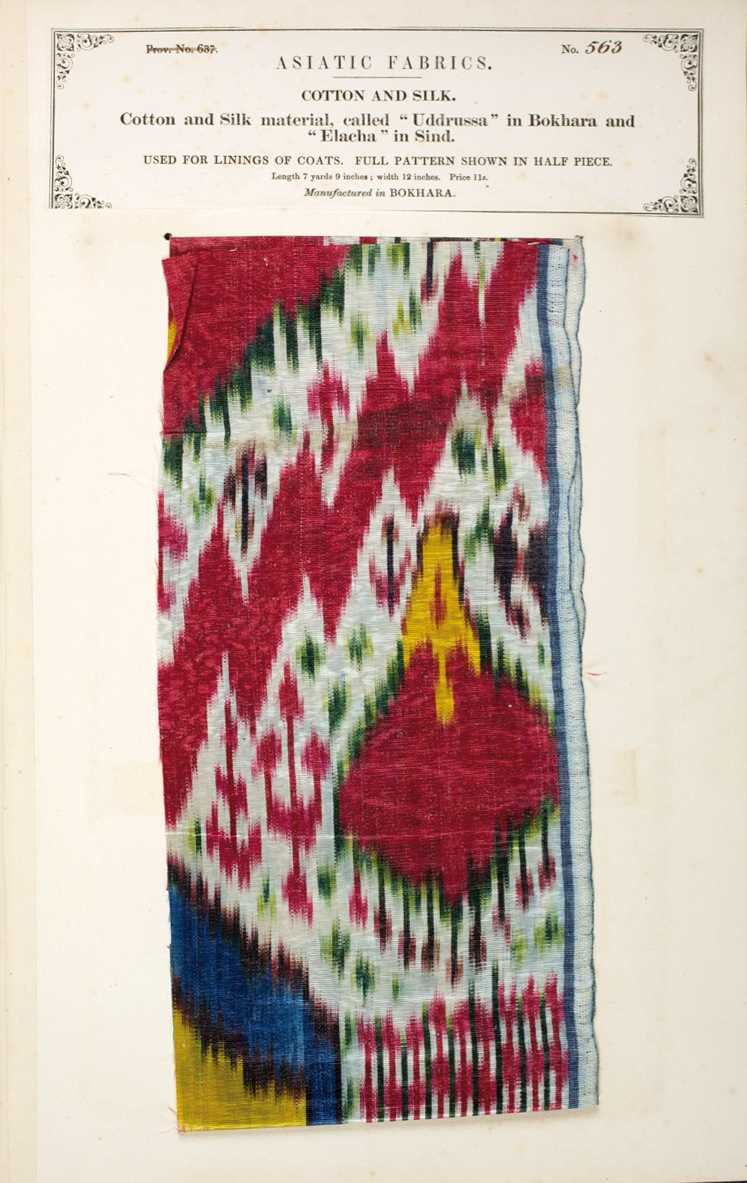
Адрас из Бухары, 1866 год

Слово «абр» имеет персидские корни и переводится как «облако». Такое наименование ткани связано с визуальным эффектом размытости и текучести орнаментов, достигаемым за счёт метода резервного окрашивания нитей.

## История
Производство тканей с применением техники икат известно в Центральной Азии как минимум с IX века, о чём свидетельствуют археологические находки в Самарканде и Пенджикенте.
Икаты, производившиеся в арабском мире — они были известны как асб, — были хлопковыми. Согласно Корану, Мухаммед запрещал мужчинам носить шёлк. С распадом Арабского халифата шелк вновь появляется в текстильном производстве, пик развития абровых тканей пришёлся на XVIII-XIX века, когда Бухара, Самарканд, Коканд и Маргилан стали ведущими центрами шёлкового ткачества региона.

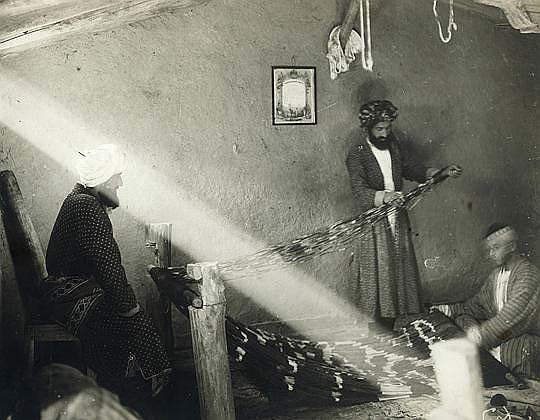
Производство абровой ткани в Таджикистане, начало XX века

В Бухарском эмирате абровые ткани служили символами престижа, а также использовались в качестве дипломатических даров при контактах с Россией и Персией. В конце XIX — начала XX веков абровые ткани повсеместно носили представители разных этнических групп и сословий, бедные и богатые, горожане и сельчане. В начале XX века технологии распространились и в соседние регионы, включая Ферганскую долину, что дало импульс массовому производству тканей типа адрас и хан-атлас.
Советская индустриализация в 1920—1930-е годы привела к частичному упадку традиционного ремесла, однако в 1934 году был открыт Ташкентский текстильный комбинат, где абровые ткани стали производить методом механической набивки. В 1970—1980-е годы возродились артели в Маргилане и Риштане.

### Современное состояние

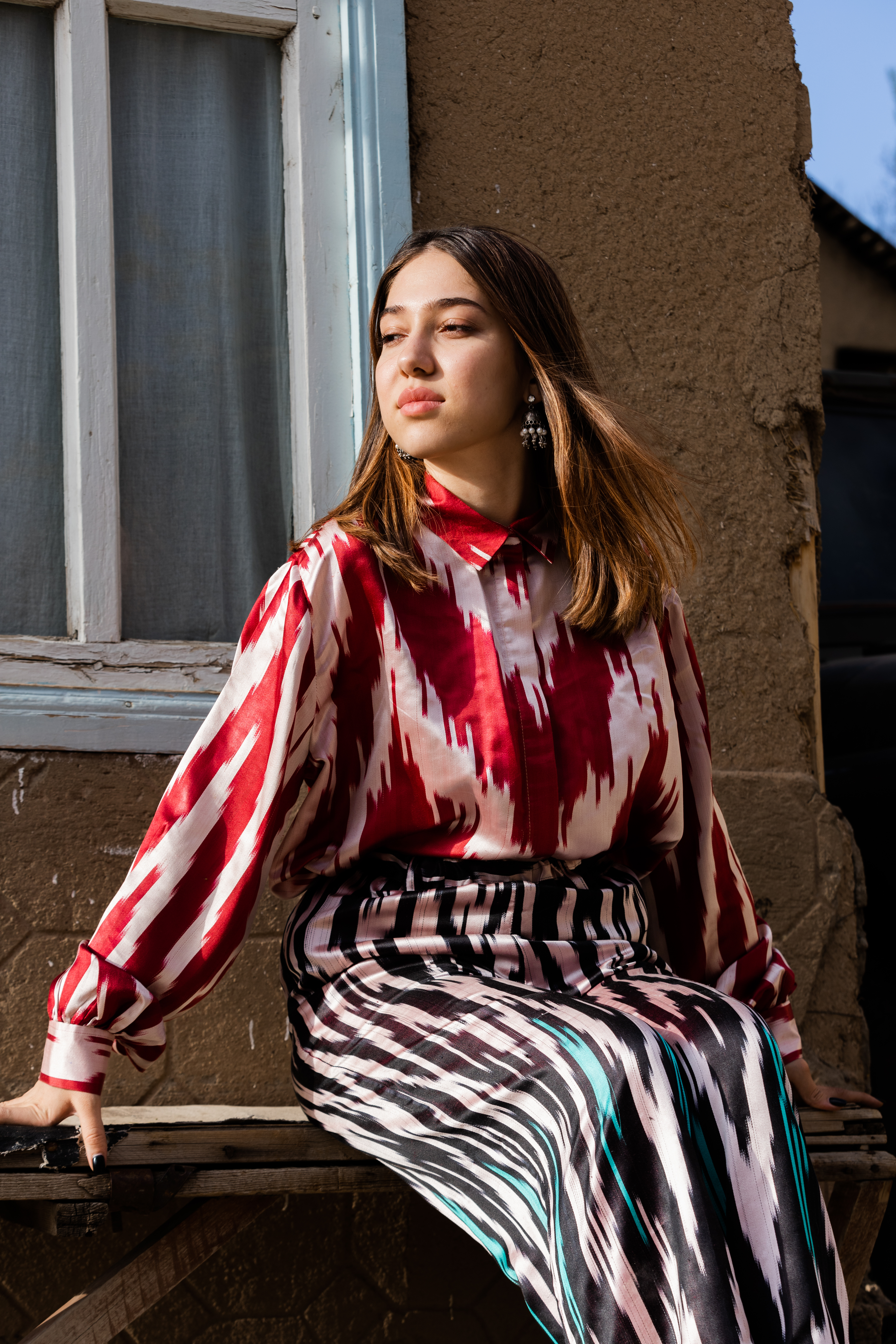
Современное платье, выполненное в традиционном стиле абровых тканей

В XXI веке производство абровых тканей стало важной частью культурного наследия и экономики Узбекистана.
Центром ремесла сегодня является город Маргилан, где расположены Фабрика художественного шёлка и ремесленные мастерские «Ёдгорлик». Практика Маргиланского центра развития ремёсел по изготовлению атласа и адраса традиционным способом включена в 2017 году «Список шедевров устного и нематериального культурного наследия человечества».
В 1966 году Софи Лорен появилась в платье в стиле абровой ткани на обложке журнала Vogue. Дизайнеры мирового уровня, такие как Оскар де ла Рента и Валентин Юдашкин, интегрировали узбекские абровые ткани в свои коллекции. Внутри Узбекистана абровые ткани применяются не только в моде, но и в оформлении интерьеров.
Раритетная одежда из абровых тканей является предметом коллекционирования и регулярно выставляется в музеях по всему миру.

## Технология производства
Техника икат состоит из многоступенчатого процесса, требующего высокой квалификации мастеров.

### Резервирование нитей
Основной принцип — завязывание пучков нитей специальными шёлковыми или хлопковыми нитями таким образом, чтобы закрытые участки не окрашивались. При многократном окрашивании и перевязывании создаются сложные многоцветные орнаменты.
Этот метод был известен с древности в Египте, Китае, Индии, Индонезии, Мексике, Перу и Японии, в международной текстильной практике как известен как икат. Узбекские абровые ткани — часть общего корпуса икатов.

### Окрашивание
До 1880-х годов среднеазиатские мастера применяли натуральные растительные и минеральные красители:
- Индиго — для синих оттенков.
- Кошениль и корень марены — для красных и розовых.
- Грецкий орех и дубовая кора — для коричневых тонов.
- Шафран и резеда — для жёлтых[3].

Процесс мог включать до 6-8 циклов окрашивания, что позволяло добиться сложных цветовых переходов. Впоследствии стали использовать химические красители, что внесло существенные изменения в цветовую гамму тканей.

### Ткачество

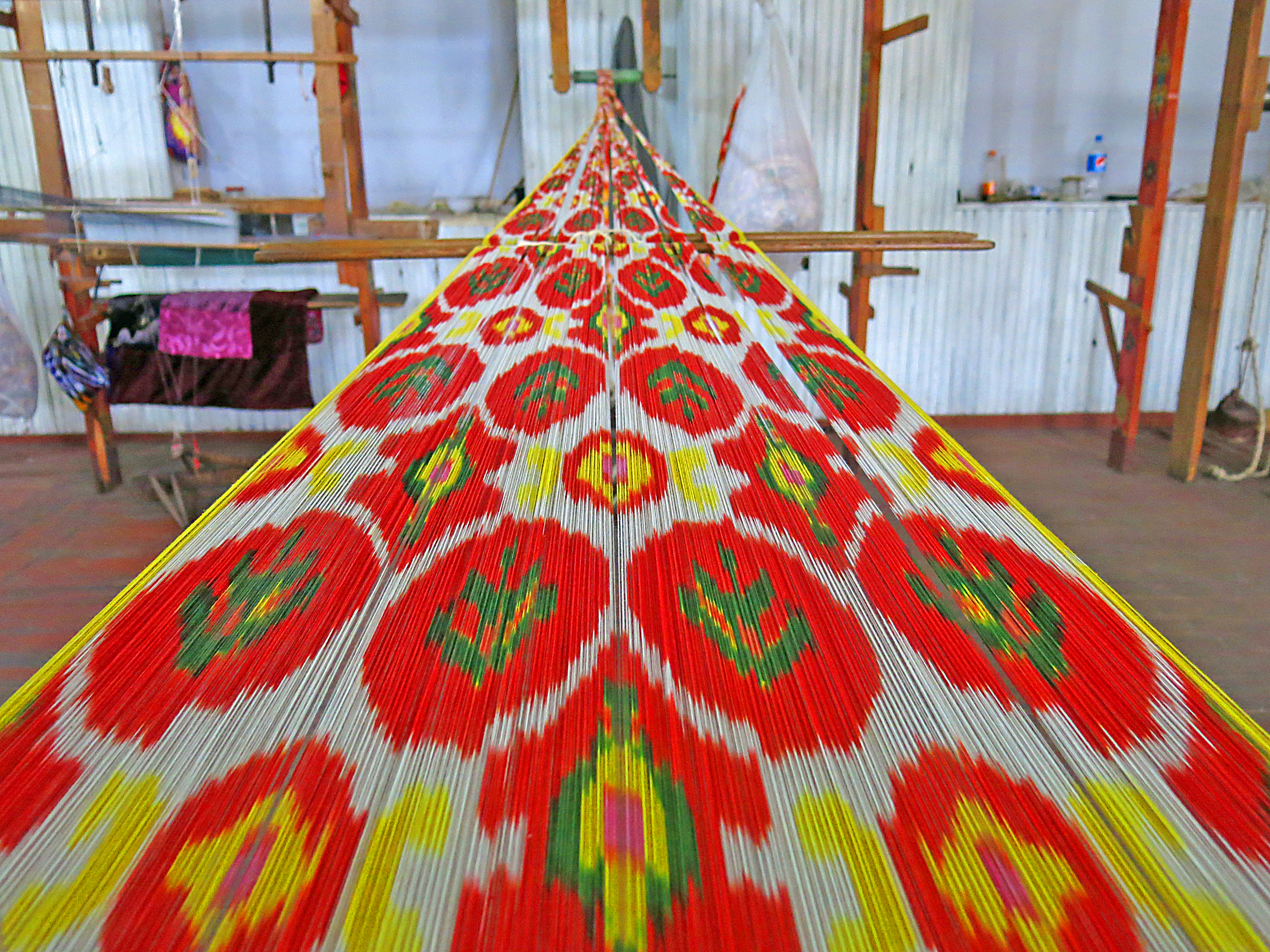
Производство абровой ткани хан-атлас на фабрике «Ёдгорлик» в Маргелане, Узбекистане, 2018 год

Окрашенные нити натягиваются на горизонтальные ткацкие станки. Именно на этапе ткачества проявляется эффект размытого узора, присущий абровым тканям.

## Классификация тканей
В зависимости от состава и назначения выделяют несколько типов абровых тканей:
- Адрас — смесь хлопка и шёлка; более доступная, использовалась для повседневной одежды[3].
- Хан-атлас — чисто шёлковая ткань с высокой плотностью, предназначенная для парадной одежды и аксессуаров[2].
- Бекасаб — плотная ткань с включением шерсти; использовалась для верхней одежды, халатов и чапанов[8].
- Парама — ткань с яркими геометрическими мотивами, применявшаяся в интерьерах (занавески, покрывала)[7].

Абровый рисунок распространился и на другие изделия: керамику, ковры, ювелирные изделия.

## Орнаментика
Термин абр встречается с XVI века — так назывался орнаментальный мотив в виде вибрирующей, чаще симметричной, петли с волнистыми концами. Исследователи предполагают, что традиционные мотивы абровых тканей пришли из Китая или имеют доисламское происхождение и глубокий символизм:
- Рога барана — символ силы и защиты.
- Водяные капли — знак плодородия и изобилия.
- Глазные мотивы — амулеты против сглаза[2].
- Геометрические ромбы и полосы — отсылки к древним кочевым орнаментам[3].

Палитра традиционно строилась на сочетании красного, синего, жёлтого и зелёного цветов, символизируя огонь, воду, землю и растения соответственно.
Сайера Махкамова, автор книги «Узбекские абровые ткани» (1962), перечисляет такие мотивы, как дарахт (дерево), шох (ветка), нок (груша), анорча (гранатик), бодом (миндаль), тувокда гул (цветок в горшке), баргикарам (листья капусты); популярные зооморфные — кучкор шохи (рога барана), йулбарс думи (хвост льва), туя тайпок (верблюжий след), чаен (скорпион), илон изи (след змеи); предметные — тарок (гребень), тахтакач (прессовальная дощечка), урок (серп), коса гул (узор чашки), ногора (барабан), галвирак (решето), офтоба, кумгон (виды кувшинов), патнус (поднос), байрок (флажок), ювелирные украшения шокила (подвески), туморча (амулетик).
В XX веке узоры насыщаются советской символикой — можно было встретить изображение серпа и молота, силуэт московского Кремля, Спутника, пропагандистские надписи типа «СССР». В XXI веке возрождаются классические узоры, а также появляются новые, в основном связанные с культурой ислама (Хамса и прочие).

## В живописи

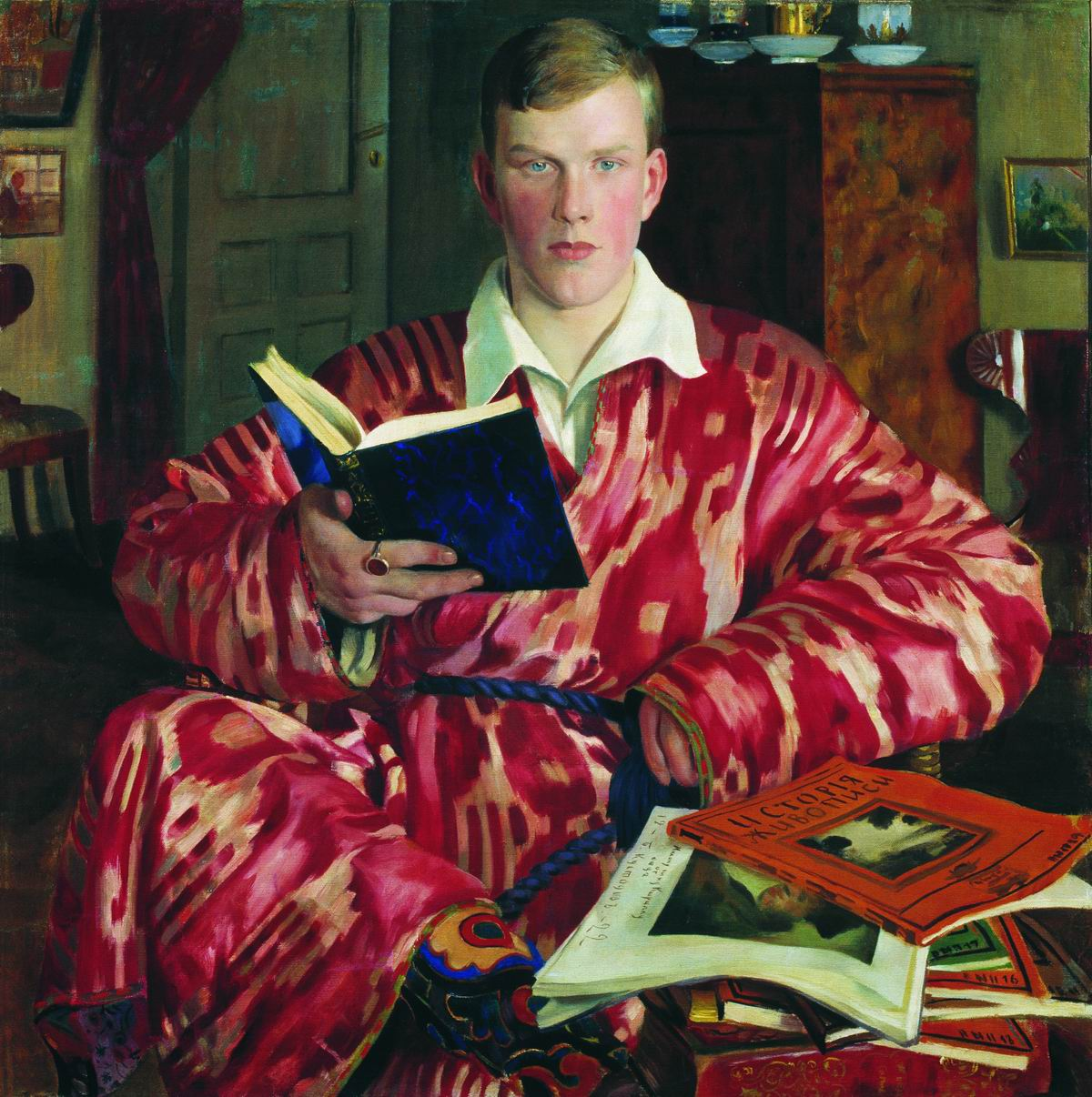
«Портрет сына», Борис Кустодиев, 1922
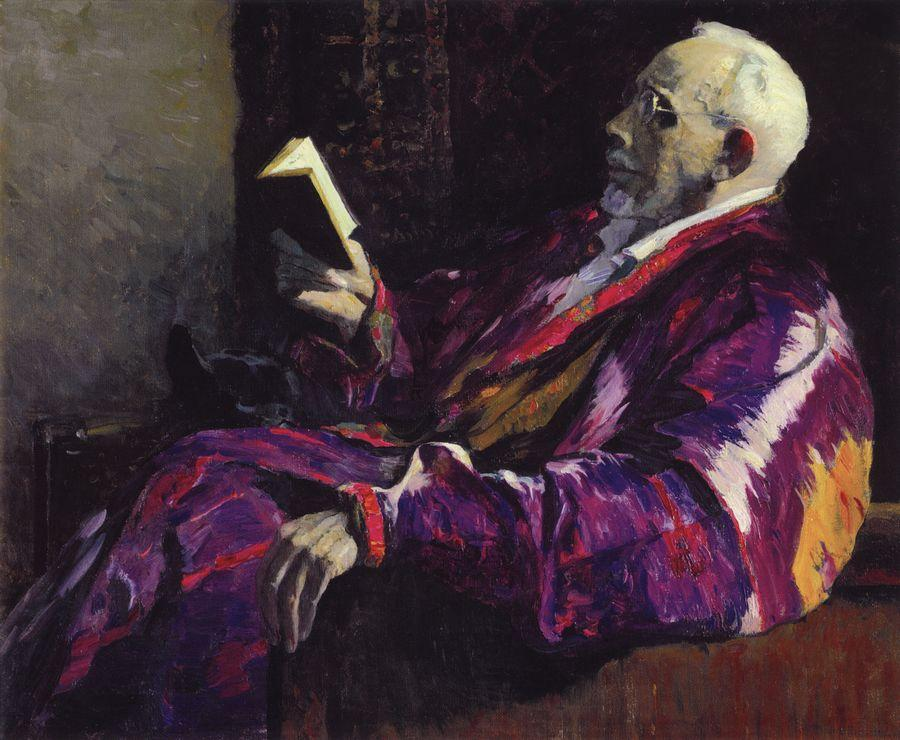
«Портрет академика, биолога А.Н. Северцова», Михаил Нестеров, 1934
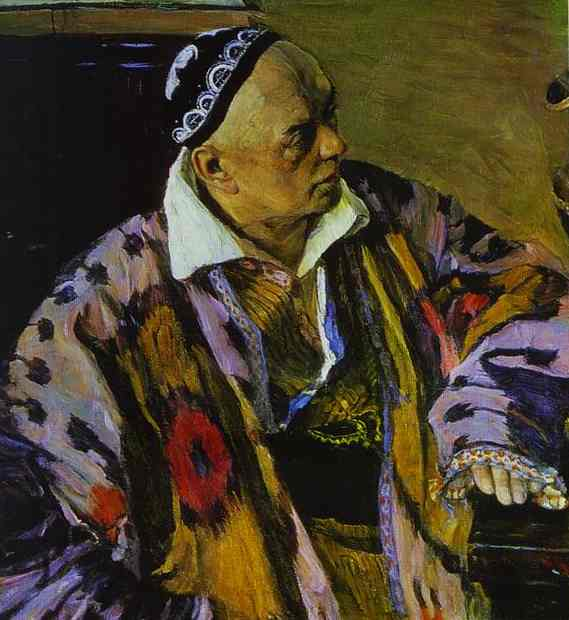
«Портрет А.В. Щусева», Михаил Нестеров, 1941